# 细支气管
细支氣管是支氣管的末梢分支，是呼吸时空氣由口鼻和气管进入到肺内部的肺泡之間的必经通道。细支气管和支气管的差别是不再包含有支撑功能的軟骨和平滑肌，而且末端的小支气管具有微絲血管和肺泡一样有负责气体交换的功能。